# Torre Archway

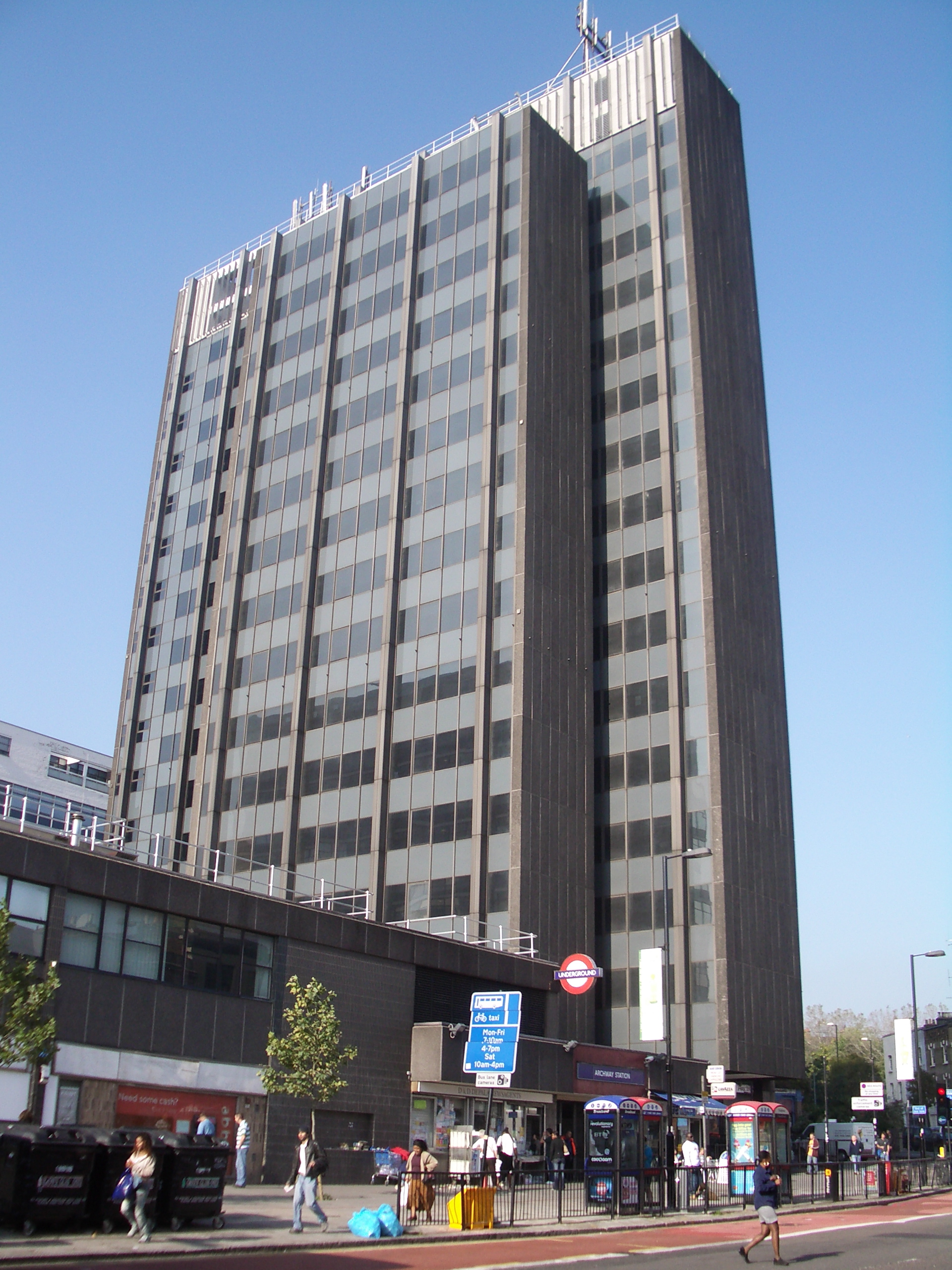
A Torre Archway.

A Torre Archway é um edifício de escritórios de 59 metros de altura construído ao longo da Estação de Metrô Archway e completo no ano de 1963.
Anteriormente à propriedade de governo do Reino Unido, o edifício foi vendido e alugado entorno de um contrato que visava arrendamento de 42 anos que vindo a expirar em 2009. Em outubro de 2007, a torre foi vendida por Wichford plc para o Scarborough Property Group.

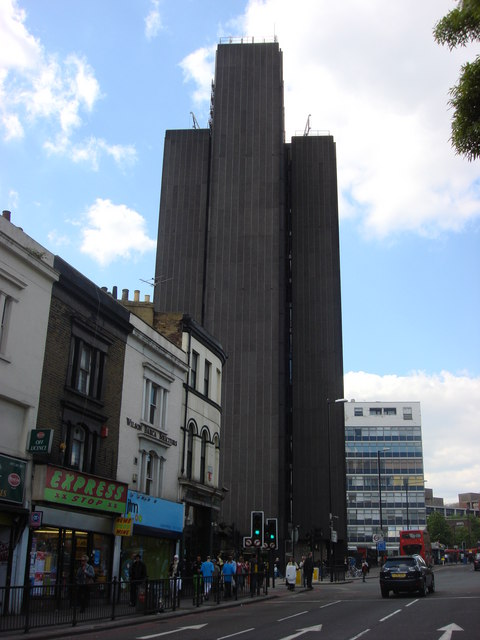
Vista de lado.

Após isto, o Essential Living comprou a Torre Archway em 2013 por £6 milhões. O desenvolvedor pretendeu com a compra usar as novas regras de desenvolvimento nas quais permitem construir mais de 16 andares na  Torre, assim transformando-a em "um dos maiores escritórios do país para conversões residenciais".